# 星獸戰隊銀河人
《星獸戰隊銀河人》，是由日本東映製作的《超級戰隊系列》第22部特攝作品，於1998年（平成10年）2月22日至1999年2月14日期間每週日上午7時30分在朝日電視台首播。

## 作品特色
- 以「銀河」及「動物」作為主題的《超級戰隊系列》作品，亦為第三部以「動物」作為主題的作品[註 1]。
- 目前為止最後一部以「＿人／Man」命名的戰隊。
- 首次採用「騎士」作為追加戰士之設定。
- 首次採用馬匹作為戰隊運輸工具。
- 首部系列作品中並非以傳統的「第（集數）集」方式表示集數[註 2]。

## 故事概要
大約三千年前，擁有名為亞斯的守護地球之力量的五名戰士－銀河人則聯同為守護和平夢想的星獸們成功將在宇宙空間內消滅無數星球的宇宙海賊巴魯邦以及魔獸戴塔尼克斯徹底封印在海底，和平才得以維持。
然而一場突如其來的海底地震卻破壞了巴魯邦的封印，而巴魯邦船長齊哈布亦開始宣示要向人類復仇，並企劃著要讓魔獸戴塔尼克斯復活，然後再一併消滅地球。
與此同時，銀河之森的長老奧基亦篩選了五名擁有亞斯的年輕族人成為第133代銀河人，該五人分別為日向、疾風、豪氣、光以及莎耶，他們在獲得戰士之證明－星獸劍後便前往咆哮山獲取Ginga Brace。此時，齊哈布亦抵達該處並襲擊他們，期間日向於與齊哈布對戰時卻不慎掉進地底，此前他則將其星獸劍交予其弟弟龍馬，隨後龍馬便聯同其餘四人在獲得Ginga Brace後轉生為「星獸戰隊銀河人」與巴魯邦對戰。

## 登場角色

### 星獸戰隊銀河人
星獸戰隊銀河人，為於三千年前與星獸封印宇宙海賊巴魯邦的戰士；而與被復活的巴魯邦對戰的則為其第133代繼承者。
全員皆為銀河之森的族人，並且能夠使用亞斯，後來其長老奧基為阻止闖進銀河之森的巴魯邦吸取森林的能量而將森林石化封閉，期間銀河人則在逃離森林後亦經勇太的父親晴彥之協助下被推薦於其友人經營的Silver Star騎馬俱樂部工作。
龍馬／ 銀河紅
演：前原一輝
「炎」之戰士。
個性樂觀並且具強烈責任感的男生，無論遇上任何情況亦能保持微笑。
原為第133代銀河人的落選者，而獲選為「炎」之戰士則為其哥哥日向，然而在日向於與巴魯邦的首戰中意外墜落地底，在此之前卻將其星獸劍交予龍馬，其後龍馬便繼承其哥哥的遺志成為銀河人與巴魯邦戰鬥。
在轉生為銀河紅後則擅長劍術及近身肉搏戰；另外在未轉生時則以回力鏢為武器。
其他登場作品：《海賊戰隊豪快者》
疾風／ 銀河綠
演：末吉宏司
「風」之戰士。
個性冷靜且具有心思細膩的作風，對作戰策略尤為周詳。
對風力的掌握可說是瞭若指掌，同時他也是一位吹笛高手，而他所吹的音樂具有撫慰人心、淨化一切邪惡的效果；另外其笛子則為他的未婚妻美春製作予他，而疾風亦於未轉生時會運用其笛子作為吹箭使用。
於轉生為銀河綠後能透過跳躍進行空中攻擊。
豪氣／ 銀河藍
演：照英
「水」之戰士。
個性外剛內柔，雖然其體型高大壯碩，但其感情豐富，並且擅長料理。
對勇太的班導師鈴子一見鍾情，故常於面對她時卻為特別害羞不敢回頭。
於轉生後則會善用其怪力應付戰鬥；另外在未轉生時則會使用鞭子攻擊。
其他登場作品：《百獸戰隊牙吠連者VS超級戰隊》
光／ 銀河黃
演：高橋伸顯
「雷」之戰士，並為眾人中最年輕的一員。
個性孩子氣，並且相當調皮跟饞嘴，但討厭別人對其猶如小孩子的看待，屬於現實的樂觀派。
於轉生後則能以閃電般的速度應戰；另外在未轉生時則會以氣槍攻擊。
莎耶／ 銀河粉紅
演：宮澤壽梨
「花」之戰士，並為眾人中唯一一位女生。
雖身為女性，卻有著不輸給男生的氣魄，另外其自身亦對植物與花語的知識豐富。
於轉生後能以華麗的動作運用雙爪連續攻擊；另外在未轉生時則會使用Y型彈弓攻擊。
日向／ 黑騎士
演：小川輝晃
龍馬的哥哥，是個文武雙全的戰士。
原為第133代「炎」之戰士的繼承者，然而在與齊哈布首戰中被掉下地底，此前卻將其星獸劍給予龍馬。
隨後在地底卻被黑騎士BullBlack所救並借用身體回歸地面，直至BullBlack為保護地球而選擇犧牲自己，兼且將日向從體內釋放。其後日向亦繼承了BullBlack的遺志，並且能使用其遺下的Bull Riot轉生為第二代黑騎士。
後來因Goutaurus被為向齊哈布報復的布克拉迪斯俘虜而被迫跟隨之，而在服用了具消除亞斯效用的藥草後亦聽從其命令製作Knight Axe。而最後當布克拉迪斯為了讓日向逃離巴魯邦的追殺而犧牲自己後，日向亦在龍馬的教誨下恢復其亞斯，最後更與龍馬合力以亞斯消除齊哈布的星之命。
其他登場作品：《海賊戰隊豪快者》

#### 銀河人的協力者／相關者
妖精 波克
聲：深雪早苗
有著小栗子外貌的妖精。
在長老奧基石化銀河之森時則取得智慧之樹莫克的種子，隨後便跟隨銀河人在騎馬俱樂部生活。
智慧之樹 莫克
聲：納谷六朗
擁有無盡智慧並且會說話的樹木，於第三章初登場。
為長老奧基在封印銀河之森前將一顆智慧種子交予波克，隨後在銀河人於騎馬俱樂部內種植後而變的巨型樹叢，而樹叢內則為一處空間。
可透過與其他植物連接以收取訊息，必要時亦能作為銀河人的司令官。
後來因地球魔獸所釋放的唾液污染了大自然，同時亦讓銀河人的亞斯力量大幅下降，結果莫克則為救險境而將其唾液吸收導致枯萎，但最後莫克於化為種子後亦在銀河森林內被長老奧基的重新種植下重生。
青山 勇太（あおやま ゆうた）
演：早川翔吾
個性踏實、細心的小學生。
初時並不相信傳說，而於一次跟隨其父親晴彥抵達銀河之森時卻認識了從結界中出現的龍馬，隨後在目睹銀河人與巴魯邦首戰後便改變自己對傳說的看法，兼且亦常協助銀河人。
青山 晴彥（あおやま はるひこ）
演：高杢禎彦
勇太的父親，是位繪本作家。
對傳說的「不思議森林」產生興趣，並打算以此創作繪本。
在銀河人無法返回銀河之森時則推薦他們於其友人經營的騎馬俱樂部工作。
長老 奧基
演：有川博
銀河之森的長老，其自身亦會使用法術。
在巴魯邦意圖透過吸取森林的能量以喚醒戴塔尼克斯時，奧基便指示銀河人跟波克離開森林後便施法術與森林一同石化封印，直至銀河人與巴魯邦的戰鬥結束為止。
獸走馬
銀河人的五匹愛馬，其每小時最高速度可達300公里。
其每匹馬名字分別皆為 Red Spark、 Green Wind、 Blue Horizon、 Yellow Thunder以及 Pink Flower。
美春
演：田中規子
疾風的未婚妻，於第十章初登場。
有著能徹底守護地球上所有生命的希望，而她亦製作了一支笛子予疾風。
在巴魯邦吸收銀河之森的能量時亦留在森林內被石化封印，直至銀河人與巴魯邦的戰鬥結束後則與疾風重逢。
水澤 鈴子（みずさわ すずこ）
演：吉田真希子
勇太的班導師，於第十一章初登場。
個性和藹且善解人意，而豪氣亦對她一見鍾情。
 黑騎士 BullBlack
聲：落合弘治
來自塔路斯星的戰士，於第十七章初登場。
過往則為守護其星球的戰士，然而其星球卻不敵巴魯邦的侵略而滅亡，其弟克蘭茨亦因而喪命，隨後BullBlack則為了向巴魯邦報復而經長途旅行追殺至地球。
在宇宙旅行期間意外獲得銀河之光，但亦因而遭到桑巴修的狙擊，而BullBlack亦在釋放銀河之光兼且向桑巴修謊稱銀河之光的所在地後則被對方重傷並掉下地底。其後BullBlack以瀕死狀態在地底度過了三千年，直至在遇見掉下地底的日向後，便借用其身體回到地面並找尋銀河之光對付巴魯邦，而初期亦為了報復甚至不惜傷及無辜。
曾被銀河人誤以為黑騎士是日向復活後的化身，而龍馬則於被險被巴魯邦滅口時亦感到當時是被日向解救，但卻因黑騎士的劍法與日向不同而無奈打消其想法。
後來在銀河之光選擇了銀河人後，黑騎士便以重騎士型態試圖藉着向地球的地核灌注能量以引爆地球，然而其舉動卻引起Goutaurus的不滿及與其解除合體，而最後黑騎士在經銀河人的勸解下恍然大悟，隨後他亦為了阻止地球爆炸而在釋放其體內的日向後便捨身跳進通往地核的火口內中和能量而壯烈犧牲，並遺下其劍Bull Riot。

### 星獸
星獸，為守護銀河和平的大型神秘動物。
在與巴魯邦戰鬥期間則留在地球上棲息。
5大星獸／銀星獸
為最初與銀河人並肩作戰的五名星獸，於第二章初登場。
能讓銀河人的亞斯大幅增加；同時亦可透過銀河人的機刃大轉生為銀星獸。
 Gingaleo
龍馬／銀河紅的獅子型星獸夥伴。
能從嘴部吐息烈焰剛火炎；而在大轉生為銀星獸後則能從肩部釋放高溫光束銀火炎。
為銀鎧王的頭部與胸部。
 Gingalcon
疾風／銀河綠的隼型星獸夥伴。
能利用雙翅膀颳起大風轟旋風；而在大轉生為銀星獸後則能颳起龍卷風銀旋風。
為銀鎧王的腰部、背部／翅膀，亦能作為其必殺武器Galcon Bowgun。
 Gingalira
豪氣／銀河藍的大猩猩型星獸夥伴。
擅長肉搏戰，其招式為以怪力投擲敵人的豪腕力；而在大轉生為銀星獸後則能從胸部釋放冷凍光線銀吹雪。
為銀鎧王的腹部與雙腿。
 Gingabelick
光／銀河黃的狼型星獸夥伴。
擅長速度戰，並擁有能咬碎鋼鐵的獠牙，而其招式則為從肩部釋放強烈雷擊的強雷撃；而在大轉生為銀星獸後則能從雙眼釋放雷電光束的銀雷撃。
為銀鎧王的左手臂。
 Gingat
莎耶／銀河粉紅的貓型星獸夥伴。
擁有鋒利的爪子，並能從背部釋放針刺般的毛髮合花彈；而在大轉生為銀星獸後則能從嘴部吐出暴風雪銀花彈。
為銀鎧王的右手臂。
銀鎧王
為五名銀星獸的合體型態，於第七章初登場。
使用武器為銀鎧劍以及由Gingalcon變型的弩Galcon Bowgun；而後來在銀河人獲得銀河之光後亦能強化為「超裝光銀鎧王」，並以超銀鎧劍為武器。
 重星獸 Goutaurus
黑騎士的水牛型星獸夥伴，於第十九章初登場。
擅長以其雙角衝擊敵人，並且能將黑騎士巨大化為「重騎士」。
合身獸士 Bulltaurus
為重騎士與Goutaurus組合後的型態，於第十九章初登場。
以重騎士的雙劍Bull Sword二合為一的Twin Bull Sword作為武器。
鋼星獸
於第二十九章初登場。
過往曾遭到比茲內拉俘虜並被改造為其傀儡，但後來在經過銀河人與其他星獸的不懈努力下成功將牠們的正義之心喚醒，並且協助他們與巴魯邦對戰。
除了Ginga Vitas為要塞型星獸外，其餘兩名鋼星獸Ginga Rhinos與Ginga Phoenix則各以五名分身獸之型態收納於Ginga Vitas內。而牠們留在地球期間則棲息於一處瀑布內。
Ginga Vitas
鯊魚外型的要塞型鋼星獸。
可收納分身獸型態的兩名鋼星獸，並能變形為「戰艦」與「擬人」兩種型態，而「戰艦」型態的武器為Plasma光波炮；而「擬人」型態的武器則為雙手臂的十門加農炮Vitas Cannon。
在與敵人戰鬥時會率先對敵人進行數據分析，隨後便會選擇相應的鋼星獸出戰。
 Ginga Rhinos
犀牛外型的鋼星獸。
可分體為五名車型分身獸「Ginga Wheel 1-5」，並擅長陸地戰，而使用武器為雙槍口光束槍Gigantis Buster。
 Ginga Phoenix
鳳凰外型的鋼星獸。
可分體為五名飛行器型分身獸「Ginga Wing 1-5」，並擅長空中戰，而使用武器為回力鏢Gigantis Boomerang。

### 宇宙海賊 巴魯邦
宇宙海賊 巴魯邦，為來自宇宙的魔人海賊團，過往則操縱魔獸戴塔尼克斯在銀河系中掠奪金銀財寶甚至不惜殘害生命。
在三千年前侵略地球時卻被初代銀河人與星獸封印於海底中；然而後來因突如其來的海底地震卻解除了封印，巴魯邦亦因而能夠再次在地球上興風作浪。
齊哈布
聲：柴田秀勝
巴魯邦的船長（首領）。
於三千年前在地球上與初代銀河人跟星獸對戰時則被對方斬去其左手，隨後其左手則以鐵鈎取代；另外在過往戰鬥中瀕死的他亦被布克拉迪斯以星之命救活。
後來在封印解除後便唆使其率領的四大軍團們向人類復仇。然而最後在決戰中被龍馬與日向合力以亞斯摧毀其星之命後則被銀河人六人合力擊敗。
雪琳達
演：水谷圭
巴魯邦的操舵士。
為齊哈布尤為信任的女副手，同時亦為戰鬥方面的專家，而使用武器則為一把劍。
在首次與疾風／銀河綠的一對一單挑對戰中卻輸給了對方，至此便視疾風為宿敵。其後亦數次與疾風單挑，而其中一次更被疾風重傷後其胸膛亦留有傷痕。
最後在咆哮山與銀河綠的決戰中被對方重傷，隨後仍不願放棄擊敗銀河綠的雪琳達則給予對方一記攻擊後，心感獲勝的雪琳達便倒地身亡。
布克拉迪斯
聲：茶風林
巴魯邦的智者，尊稱「樽學者」。
擁有高深智慧的老人，而齊哈布亦稱之為「老師」。
與伊莉艾絲合謀陷害武道並讓之成為行動隊長。後來在伊莉艾絲戰敗後化為寶石時亦替她進行復活儀式，殊不知齊哈布早已知悉一切，在被對方弄傷後則被丟進海中。
後來撿回了性命的布克拉迪斯則將Goutaurus俘虜以要脅日向放棄亞斯及製作能消除星之命的Knight Axe，然而期間卻被巴魯邦發現其仍生還後亦遭到對方追殺，而最後被雪琳達重傷後則被日向帶到一處小屋中暫避，其後在透露有關齊哈布的一切後亦為讓日向爭取時間逃脫而逗留在小屋中以炸藥犧牲自己。
桑巴修
聲：檜山修之
率領桑巴修魔人團的領袖，尊稱「槍頭」。
在巴魯邦被解除封印初期則為最先被齊哈布任命為執行喚醒戴塔尼克斯任務的行動隊長。
個性衝動火爆，而使用武器為一把左輪手槍，另外其亦常駕駛摩托車代步。
過去曾將BullBlack持有的銀河之光寶箱奪走後則將之重創；而後來因作戰屢敗而被齊哈布唾棄的桑巴修則為能獲取被埋沒的寶箱而實行誘騙銀河人的作戰，然而當作戰成功並獲取寶箱時卻發現寶箱內的銀河之光早已失去蹤影，而最後決定與銀河人決死戰的桑巴修則駕駛其摩托車應戰時卻不敵被銀河紅的攻擊，結果墜崖爆炸身亡。
武道
聲：林一夫
率領武道魔人眾的大將，尊稱「劍將」。
在桑巴修死後則被任命為第二任行動隊長，而身為用劍高手的他則以妖刀基拉雨作為武器。
個性冷靜沉默且有禮儀，常以持有記載銀河之光之線索的卷軸予其手下執行任務，並且每當其手下喪生時亦會對其表示哀悼。
後來被布克拉迪斯與伊莉艾絲合謀陷害下以叛變之罪名被齊哈布下令切腹自盡，然而在其手下闇丸與鬼丸協助逃獄後為了證明自己的清白而與銀河人對戰，結果在與銀河紅的一對一單挑中卻不敵對方而死。
伊莉艾絲
聲：高島雅羅
布克拉迪斯的姪女，亦為率領伊莉艾絲魔人族的女族長，尊稱「妖帝」。
擅長使用妖術與咒術的女巫，個性傲慢狡猾卻對財寶尤為貪婪。另外伊莉艾絲擁有不死身的力量，一旦被打敗後其靈魂則會化為寶石，並且會經過一段時間後便會復活。
在與其叔父布克拉迪斯成功陷害武道後便被任命為第三任行動隊長。後來因屢次行動失敗而親赴戰鬥，並且透過妖術聚集其部下怨念力量將自身轉化為「邪帝伊莉艾絲」，但結果還是不敵銀河人跟眾星獸。而化為寶石的伊莉艾絲於被布克拉迪斯施以復活儀式時卻遭到齊哈布跟巴特巴斯阻止，隨後巴特巴斯則將其寶石弄碎並作為阻止戴塔尼克斯腐化的防腐劑。
巴特巴斯
聲：渡部猛
率領巴特巴斯魔人部隊之王，尊稱「破王」。
個性粗暴魯莽，而使用武器為一把可釋放破壞光線的大戰斧。
在伊莉艾絲化為寶石後卻將其弄碎，並且被齊哈布任命為第四任行動隊長。
然而最後在咆哮山與銀河人對戰時卻被抵達該處的地球魔獸吃掉。
比茲內拉
聲：鹽澤兼人
於第二十九章初登場。
原為從事黑市交易的宇宙商人，並與巴特巴斯為舊識。
初登場時則向巴魯邦銷售過往其俘虜及改造的鋼星獸，然而因鋼星獸在銀河人與其他星獸的不懈努力下回復原有正義心靈並且反攻巴魯邦，結果比茲內拉則被齊哈布充公所有財產，而走投無路的他亦在巴特巴斯的邀請下加入巴特巴斯魔人部隊擔任其作戰參謀。
後來在實行讓地球魔獸急速成長的計劃期間則暗算刺殺除了光外的四位銀河人，但隨後在光的反擊下意外掉進其研究的急速成長Extract池中而轉化為一頭怪物，而最後在被巴特巴斯巨大化後卻不敵仍生還的銀河人與眾星獸而死。
戴塔尼克斯
初期同樣作為巴魯邦海賊船的大型魔獸，並擁有能將星球化為寶石之能力。
在巴魯邦復活初期並沒有隨之甦醒，隨後在巴特巴斯與比茲內拉成功以引導隕石的方式讓之甦醒。
然而剛甦醒的戴塔尼克斯卻因曾被腐蝕的後遺症而導致過熱，隨後齊哈布亦果斷地將荒蕪的無敵城與戴塔尼克斯分離。而最後戴塔尼克斯雖被銀河人與眾星獸擊敗，但其遺骸則滲進地球的地底中製造地球魔獸。
地球魔獸
於第四十四章初登場。
為以被擊敗的戴塔尼克斯之遺骸滲進地球地底後而誕生的怪物，而巴魯邦亦屢次計劃讓其急速成長。
後來被在咆哮山的龍馬以聲波引誘現身，然而地球魔獸在將巴特巴斯吃掉後便急速成長，並且被荒蕪的無敵城依附於背上行動，然而最後在荒蕪的無敵城被Bull Taurus摧毀後，地球魔獸則被銀河人與眾星獸合力消滅。
賊兵 亞多多
巴魯邦的水手兵，以彎刀作為武器。

## 銀河人／黑騎士的裝備
銀河人的裝備／武器
Ginga Brace
銀河人五人的神聖手環。
為五人的變身（轉生）媒介，另外莫克亦能透過連接Ginga Brace與五人通訊。
星獸劍
為三千年前5大星獸賜予銀河人的武器，並具有可伸縮的刀刃。
後來在銀河人獲得銀河之光後亦能強化為閃光星獸劍。
自在劍·機刃
獠牙外型的武器，同時亦為5大星獸大轉生為銀星獸的重要媒介，於第五章初登場。
原與星獸劍同為三千年前5大星獸賜予銀河人的武器，但後來則被桑巴修魔人團的巴科坦盜走並作為其收藏品。直至當龍馬五人知悉其存在後亦藉着努力成功奪回。
能變形為五種武器型態，分別為短劍機刃Cutter、光束槍機刃Shoot、鈎爪機刃Claw、雙匕首機刃Knife以及具雙光束槍管的弓機刃Arrow等，而當五人將各自的機刃組合為星形後亦能釋放破壞光束「機刃之激輪」。
獸擊棒
為莫克製造予銀河人五人的武器，於第十三章初登場。
具近戰用的「棍棒」與遠距離攻擊的「大炮」兩種武器特性，而組合技為發射集結了五人與星獸力量之光束彈「銀河獸擊彈」。
後期莫克亦將其強化為新獸擊棒，而使用招式為「閃光獸擊彈」。
銀河之光
為於三千年前被黑騎士BullBlack帶到地球的具意識之超能量。
當時BullBlack為免銀河之光被桑巴修奪走而將其釋放，隨後銀河之光則藏匿於地底中，直至於再次現身時，在銀河人、BullBlack以及巴魯邦的三方爭奪戰中則選擇了銀河人，兼且化為五道光芒後則依附於各人的Ginga Bless內，而銀河人與銀鎧王亦因而獲得強化。
銀河人五人可藉著銀河之光強化為「獸裝光銀河人」，而強化後則配備鈎爪獸裝之爪、臂環獸裝光輪、手／腿環獸裝輪具以及腰帶獸裝防具等。而組合技為「銀河之戰光」，五人則會化為光束衝向敵人。
機動馬 Galeo Pulsar
為五人集結銀河之光的力量製造的獅子外型摩托車，於第三十二章初登場。
其摩托車前端的獅子眼睛可釋放光束獅子熱線彈；而必殺技為閉合駕駛座位後以高速衝破敵人的「獅子之裝光」。
 黑騎士的裝備／武器
Bull Riot
黑騎士的附有刀鞘之劍。
除了能以劍進行近戰斬擊外，將其收納於刀鞘後亦能變形為光束槍進行遠距離攻擊。
原為BullBlack的武器，在BullBlack壯烈犧牲後則由日向接手，而日向亦會以其作為媒介轉生為黑騎士。
Bull Sword
為黑騎士巨大化為重騎士後使用的雙劍。
當重騎士與Goutaurus組合為Bull Taurus後，Bull Sword亦會二合為一作為雙刃劍Twin Bull Sword。
Knight Axl
為布克拉迪斯為了向齊哈布報仇而脅持日向製作的戰斧。

## 設定
亞斯
為銀河之森的族人使用以守護地球之力量。
共分為「火」、「風」、「水」、「雷」以及「花」五種力量。
銀河之森
銀河人的故鄉。
位於一處森林的隱世部落，並且有結界守護村莊，而結界外的人一旦進入結界便會返回原處。
然而在巴魯邦復活後則被雪琳達破壞結界並闖進森林的中央吸取能量，而其長老奧基亦為免情況惡化而將森林封印並石沉大海，直到銀河人與巴魯邦的戰鬥結束為止。
咆哮山
距離銀河之森不遠的山峰。
該處內部刻有5大星獸的石像，另外銀河人的銀河Bless亦從該處獲得。
為第133代銀河人與巴魯邦首次及最後戰鬥的地方。
荒蕪的無敵城
巴魯邦的可移動要塞，並能依附於魔獸戴塔尼克斯以及地球魔獸的背上操縱之。
然而最後在決戰中則被Bull Taurus摧毀。
巴魯邦Extract
能讓巴魯邦魔人巨大化的紅色液體，但魔人服用後則會被縮短性命，可說是他們最後的手段。
另外每個魔人團的巴魯邦Extract之使用容器皆有分別：桑巴修魔人團為酒瓶、武道魔人眾為葫蘆、伊莉艾絲魔人族為皮水囊、巴特巴斯魔人部隊則為小木桶以及遠距離發射的針筒。
Silver Star騎馬俱樂部
為晴彥的朋友經營的騎馬俱樂部，亦為銀河人在與巴魯邦戰鬥期間的臨時居所。
星之命
能讓持有者擁有無限生命的寶石。

## 製作團隊
製作人員：
- 原作：八手三郎
- 製作人：
  - 朝日電視台：太田賢司
  - 東映：髙寺成紀
  - 東映Agency：矢田晃一

- 劇本：小林靖子、武上純希、荒川稔久、木田剛、沖田徹男、村山桂
- 導演：田﨑龍太、辻野正人、長石多可男、小中肇、諸田敏
- 動作導演：竹田道弘、新堀和男
- 配樂：佐橋俊彦
- 特攝導演：佛田洋
- 製作：朝日電視台、東映、東映Agency

皮套演員：
-  銀河紅：高岩成二
-  銀河綠：竹内康博
-  銀河藍：岡元次郎
-  銀河黃：蜂須賀祐一
-  銀河粉紅：中川素州
-  黑騎士：大藤直樹

## 播放列表
以下時間以當地時間（日本時間）為準：
| 日本首播日期 | 集數 | 標題 （日語）（漢譯） | 主役巴魯邦一方 | 編劇            | 導演       |
| ------------ | ---- | --------------------- | --- | --------------- | ---------- |
| 1998/02/22   | 1    | 傳說之劍              | - | 小林靖子        | 田﨑龍太   |
| 1998/03/01   | 2    | 星獸再臨              | - 科魯西扎（聲：吉原丈二） | 小林靖子        | 田﨑龍太   |
| 1998/03/08   | 3    | 大地的智慧            | - 理庫洛（聲：宇垣秀成） | 小林靖子        | 辻野正人   |
| 1998/03/15   | 4    | 亞斯之心              | - 多里多里達（聲：石井隆夫） | 小林靖子        | 辻野正人   |
| 1998/03/22   | 5    | 必殺的機刃            | - 巴科坦（聲：戶部公爾） | 小林靖子        | 長石多可男 |
| 1998/03/29   | 6    | 星獸的危機            | - 塔古里多（聲：坂口賢一） - 托魯巴多（第七章） （聲：喜多川拓郎） | 小林靖子        | 長石多可男 |
| 1998/04/05   | 7    | 復活之時              | - 塔古里多（聲：坂口賢一） - 托魯巴多（第七章） （聲：喜多川拓郎） | 小林靖子        | 田﨑龍太   |
| 1998/04/12   | 8    | 愛心料理              | - 多魯馬（聲：桑原武） | 武上純希        | 田﨑龍太   |
| 1998/04/19   | 9    | 神秘的小貓            | - 曼提加（聲：丸山詠二） | 武上純希        | 辻野正人   |
| 1998/04/26   | 10   | 風之笛                | - 斯多西（聲：大竹宏） | 小林靖子        | 辻野正人   |
| 1998/05/03   | 11   | 戰士的純情            | - 內克卡（聲：井上文彥） | 小林靖子        | 長石多可男 |
| 1998/05/10   | 12   | 惡夢的再會            | - 古林基（聲：大川透） | 小林靖子        | 長石多可男 |
| 1998/05/17   | 13   | 逆轉的獸擊棒          | - 虛無八（聲：土屋利秀） | 小林靖子        | 田﨑龍太   |
| 1998/05/24   | 14   | 兩個莎耶              | - 札僧正（聲：根本央紀） | 荒川稔久        | 田﨑龍太   |
| 1998/05/31   | 15   | 恐怖的打嗝            | - 煙衛門（聲：宮田浩德） | 武上純希        | 辻野正人   |
| 1998/06/07   | 16   | 心之故鄉              | - 雨法師（聲：篠田薰） | 小林靖子        | 辻野正人   |
| 1998/06/14   | 17   | 真正的勇氣            | - 傀儡太夫（聲：石森達幸） | 小林靖子        | 長石多可男 |
| 1998/06/28   | 18   | 謎之黑騎士            | - 壞力坊（聲：長嶝高士） | 小林靖子        | 長石多可男 |
| 1998/07/05   | 19   | 復仇的騎士            | - 砂爆盜（聲：田村円） | 小林靖子        | 田﨑龍太   |
| 1998/07/12   | 20   | 一個人的戰鬥          | - 冰度笠（聲：宗矢樹賴） | 小林靖子        | 田﨑龍太   |
| 1998/07/19   | 21   | 番茄的試煉            | - 砲烈道（聲：星野充昭） | 荒川稔久        | 辻野正人   |
| 1998/08/02   | 22   | 光的出現              | - 怒濤武者（第二十二、二十三章） （聲：大友龍三郎） - 梅多梅多（第二十三、二十四章） （聲：津野田成美） - 闇丸（第二十四章） （聲：大黑和廣） - 鬼丸（第二十四章） （聲：緒方文興） | 小林靖子        | 辻野正人   |
| 1998/08/09   | 23   | 爭奪的結果            | - 怒濤武者（第二十二、二十三章） （聲：大友龍三郎） - 梅多梅多（第二十三、二十四章） （聲：津野田成美） - 闇丸（第二十四章） （聲：大黑和廣） - 鬼丸（第二十四章） （聲：緒方文興） | 小林靖子        | 長石多可男 |
| 1998/08/16   | 24   | 武道的執著            | - 怒濤武者（第二十二、二十三章） （聲：大友龍三郎） - 梅多梅多（第二十三、二十四章） （聲：津野田成美） - 闇丸（第二十四章） （聲：大黑和廣） - 鬼丸（第二十四章） （聲：緒方文興） | 小林靖子        | 長石多可男 |
| 1998/08/23   | 25   | 黑騎士的決斷          | - 溫加溫加（聲：辻村真人） | 小林靖子        | 田﨑龍太   |
| 1998/08/30   | 26   | 炎之兄弟              | - 蓋魯特蓋魯特（聲：八代駿） | 小林靖子        | 田﨑龍太   |
| 1998/09/06   | 27   | 木乃伊的誘惑          | - 摩魯古摩魯古（聲：飯塚昭三） | 荒川稔久        | 辻野正人   |
| 1998/09/13   | 28   | 爸爸的驟變            | - 希爾拉希爾拉（聲：篠原惠美） | 武上純希        | 辻野正人   |
| 1998/09/20   | 29   | 黑暗商人              | - | 小林靖子        | 長石多可男 |
| 1998/09/27   | 30   | 鋼之星獸              | - 巴魯基巴魯基（聲：岩崎征實） | 小林靖子        | 長石多可男 |
| 1998/10/04   | 31   | 詛咒之石              | - 加納加納 （聲：鹽屋翼、演（人類型態）：千田義正） | 小林靖子        | 小中肇     |
| 1998/10/11   | 32   | 友情的機動馬          | - 美露達美露達（聲：山田美穗） | 武上純希        | 小中肇     |
| 1998/10/18   | 33   | 憧憬的莎耶            | - 迪斯菲亞士（聲：乃村健次） | 小林靖子        | 辻野正人   |
| 1998/10/25   | 34   | 不死身的伊莉艾絲      | - 邪帝伊莉艾絲 （聲：高島雅羅） | 小林靖子        | 辻野正人   |
| 1998/11/01   | 35   | 豪氣的抉擇            | - 蠻馬斯（聲：間宮啓行） | 小林靖子        | 諸田敏     |
| 1998/11/08   | 36   | 無敵的晴彥            | - 邦布斯（聲：櫻井敏治） | 小林靖子        | 諸田敏     |
| 1998/11/15   | 37   | 布克拉迪斯的野心      | - 戈比斯（聲：成田浬） | 小林靖子        | 小中肇     |
| 1998/11/22   | 38   | 日向的決斷            | - 馬古達斯（聲：小關一） | 小林靖子        | 小中肇     |
| 1998/11/29   | 39   | 心靈的安撫            | - 巴茲加斯（聲：岩崎征實） | 木田剛          | 辻野正人   |
| 1998/12/06   | 40   | 悲哀的魔人            | - 德基烏斯（聲：小林清志） | 小林靖子        | 辻野正人   |
| 1998/12/13   | 41   | 魔獸之復活            | - | 小林靖子        | 長石多可男 |
| 1998/12/20   | 42   | 戰慄的魔獸            | - | 小林靖子        | 長石多可男 |
| 1998/12/27   | 43   | 傳說的足跡            | - | 沖田徹男        | 田﨑龍太   |
| 1999/01/03   | 44   | 地球的魔獸            | - 丹高斯（聲：小池浩司） | 小林靖子        | 田﨑龍太   |
| 1999/01/10   | 45   | 妖精之淚              | - 贊高斯（聲：津久井教生） | 荒川稔久        | 田﨑龍太   |
| 1999/01/17   | 46   | 憤怒之風              | - 扎卡斯（聲：大塚明夫） | 小林靖子 村山桂 | 辻野正人   |
| 1999/01/24   | 47   | 惡魔的策略            | - | 木田剛          | 辻野正人   |
| 1999/01/31   | 48   | 莫克的末日            | - 米薩爾斯（聲：小室正幸） | 小林靖子        | 長石多可男 |
| 1999/02/07   | 49   | 奇蹟之山              | - | 小林靖子        | 長石多可男 |
| 1999/02/14   | 50   | 明日的傳說            | - | 小林靖子        | 長石多可男 |

## 音樂
片頭曲：
作詞：藤林聖子
作曲、編曲：佐橋俊彦
演唱：希砂未龍、EVE（合唱部分）
片尾曲：
作詞：藤林聖子
作曲：出口雅生
編曲：龜山耕一郎
演唱：希砂未龍
插曲：

作詞：近藤由華
作曲、編曲：奥慶一
演唱：柿島伸次

作詞：小菅聖絵
作曲、編曲：三宅一德
演唱：佐藤榮一

作詞：桑原永江
作曲、編曲：龜山耕一郎
演唱：渕上祥人

作詞：桑原永江
作曲、編曲：奥慶一
演唱：坂井紀雄

作詞：近藤由華
作曲、編曲：佐橋俊彦
演唱：山形幸生

作詞：藤林聖子
作曲、編曲：池毅
演唱：朝川弘子

作詞：荒川稔久
作曲、編曲：佐橋俊彦
演唱：宮內堂千

作詞：桑原永江
作曲、編曲：龜山耕一郎
演唱：高尾直樹

作詞：桑原永江
作曲、編曲：佐橋俊彦
演唱：明石隼汰

作詞：桑原永江
作曲、編曲：佐橋俊彦
演唱：坂井紀雄

作詞：波克
作曲、編曲：佐橋俊彦
演唱：深雪早苗

作詞：桑原永江
作曲、編曲：有澤孝紀
演唱：山形幸生

作詞：藤林聖子
作曲、編曲：奥慶一
演唱：渕上祥人

作詞：藤林聖子
作曲、編曲：佐橋俊彦
演唱：水谷圭

作詞：藤林聖子
作曲、編曲：龜山耕一郎
演唱：前原一輝、末吉宏司、照英、高橋伸顯、宮澤壽梨、小川輝晃

作詞：桑原永江
作曲、佐橋俊彦
演唱：宮内堂千

## 其他相關媒體
VS系列：
《星獸戰隊銀河人VS百萬連者》
此作與《電磁戰隊百萬連者》的聯動作品，於1999年3月12日發售。
《救急戰隊GoGo V VS銀河人》
此作與《救急戰隊GoGo V》的聯動作品，於2000年3月10日發售。

## 海外播放
香港曾於2001年由無綫電視翡翠台以《星獸戰隊》為譯名播出。